# Astragalus racemosus
Astragalus racemosus är en ärtväxtart som beskrevs av Frederick Traugott Pursh. Astragalus racemosus ingår i släktet vedlar, och familjen ärtväxter.

## Underarter
Arten delas in i följande underarter:
- A. r. longisetus
- A. r. racemosus
- A. r. treleasei